# The Wedding Present
The Wedding Present es un grupo inglés de indie rock formado en 1985 en Leeds, Yorkshire y Humber en 1985 tras la disolución de la banda Lost Pandas. La trayectoria del grupo ha estado influida por otras bandas como  The Fall, Buzzcocks y Gang of Four entre otros.
A lo largo de los años ha habido varios cambios en la formación siendo el vocalista y guitarrista: David Gedge, el único miembro que queda de los primeros integrantes.

## Historia

### Primeros conciertos (1985-89)
En 1984 se disolvió Lost Pandas y la baterista Janet Rigby y el guitarrista Michael Duane junto a Gedge y el bajista Keith Gregory decidieron seguir en el mundo de la música y formaron el nuevo grupo al que llamaron "The Wedding Present" por sugerencia del líder y su novia (en aquel entonces) ya que ambos eran admiradores de The Birthday Party.

Siempre pensé que The Wedding Present (Regalo de Boda en español) era un nombre más apropiado para una banda pop - casi como un poema, un libro o algo parecido - y bastante atractivo para mi. Siempre me han fascinado las bodas....

A continuación se uniría Peter Solowka, antiguo compañero de clase de Gedge al que siguieron John Ramsden y Mike Bedford, los dos primeros estuvieron en la guitarra y la batería mientras que el tercero había grabado una maqueta, después llegaría Shaun Charman. Sus primeras actuaciones fueron en clubes de campo y bares, previamente habían grabado su primer sencillo: Go Out and Get 'Em, Boy!, elegido por delante de Will You Be Up There?. Charman de un modo se sentía poco cómodo con su destreza como batería por lo que fue reemplazado por Julian Sowa en el "lado A", sin embargo siguió actuando en la parte B. Más adelante firmarían contrato con Reception Records y sus trabajos serían distribuidos por Red Shino.
Tras alcanzar, dos de sus singles, los puestos independientes del chart, el DJ y colaborador de BBC Radio les invitó a su programa para realizar una sesión radiofónica y con el que colaborarían más en adelante. Al mismo tiempo empezaron a trabajar en su álbum de debut. Un gran número de sellos discográficos se mostraron interesados en publicar su material. En 1987 publicaron George Best en homenaje al futbolista nordirlandés, sin embargo un desacuerdo con el productor Chris Allison llevó a que el álbum fuera editado por el propio grupo junto con el técnico de sonido Steve Lyon.
Dicho trabajo fue alabado por la crítica y no tardaron en ser añadidos al recopilatorio C86 aunque en un principio se negaron a participar el álbum. Musicalmente hablando, el álbum contiene toques de guitarra y críticas sociales en las letras. Poco después grabaron Tommy, por su parte Solowka, de origen ucraniano empezó a fusionar el folclore ucraniano.
Durante la grabación de la primera y segunda sesión ucraniana, Charman fue despedido y reemplazado por Simon Smith, el cual estuvo en el grupo hasta 1997. El grupo tenía pensado realizar ocho sesiones en pistas de 10". Finalmente el grupo firmaría contrato con RCA

### Contrato con RCA (1989-93)
Aunque en un principio fueron criticados por "venderse", estaban en el derecho de firmar con cualquier discográfica que les permitieran hacer su trabajo. También tenían la opción de publicar varios singles de manera independiente sin ninguna atadura en el contrato. La nueva productora adquirió la compañía y en 1989 publicaron el álbum bajo el título: Ukrayïnski Vistupi v Ivana Pela (Sesiones ucranianas de John Peel).
En el mismo año se reencontraron con Allison y produjeron Bizarro, en esta ocasión el precio del álbum era más caro debido al presupuesto a la hora de grabar. Fue grabado y remasterizado por Steve Lyon. Poco después publicaron Kennedy siendo este su primer hit en el Top 40 del mercado británico. El grupo empezaba a ganar en popularidad en Estados Unidos y se dirigieron al continente americano para trabajar en su próximo proyecto: Seamonsters. A finales de año lanzaron: Dalliance. Poco después se produciría otro cambio en la formación puesto que Solowka abandonó el grupo para formar el suyo propio: The Ukrainians, con Len Liggins y Remeynes, siendo sustituido por Paul Dorrington, procedente de Tse Tse Fly.
Al año siguiente publicaron doce singles de 7" en un año, cada cual de 10 mil copias que alcanzaron el Top 30 en el chart británico igualando el récord de Elvis Presley. Para ajustarse al presupuesto, las caras B estuvieron formadas por covers de otros artistas como Julee Cruise (compositor de Twin Peaks). En 1991 y 1992 fueron publicados en Estados Unidos Seamonsters, Hit Parade 1 y Hit Parade 2, los cuales fueron distribuidos por la productora neoyorquina First Warning Records. Poco después abandonaron RCA.

### Island Records (1994-95)
Durante 1993 se tomaron un descanso temporal y al año siguiente volvieron bajo el sello de Island Records. El regreso estuvo marcado por la marcha de Gregory siendo reemplazado por Darren Belk. Aquel mismo año grabaron Watusi con la colaboración del integrante de Nirvana: Steve Fisk
Bajo la nueva discográfica permanecieron igual de inactivos salvo para la realización de giras y composiciones. Paul Dorrington decidió marcharse de la banda. En otoño de 1995 publicaron Sucker financiado de su propio dinero. Poco después firmarían con Cooking Vinyl.

### Cooking Vinyl (1995-97/99)
Los integrantes continuaron elaborando nuevo material como trío y grabaron un álbum de seis pistas titulado Mini. Belk estuvo tanto en la guitarra como de bajista. A posteriori, Jayne Lockey anunció al que sería el nuevo miembro tras la marcha de Belk: Simon Cleave, también procedente de Tse Tse Fly. 
Para su nuevo trabajo aprovecharon el material del anterior año sabático para lanzar Saturnalia siendo el primer álbum en mucho tiempo. En 1997 decidieron retirarse por un tiempo tras actuar en Liverpool.

### Obligaciones contractuales y Cinerama (1997-04)
Debido a obligaciones contractuales, tuvieron que publicar dos álbumes más: John Peel Sessions 1992-1995 en 1998 y Singles 1995-1997 en 1999. Además realizaron otro recopilatorio de sesiones con Strange Fruit: Evening Sessions 1986-1994 en el cual incluían actuaciones en vivo y rarezas. En 1998, Gedge grabó Va Va Voom con Cinerama. 
Al actuar con estos y debido a las continuas peticiones por parte de los fanes de Cinerama para que interpretasen temas de The Wedding Present, Gedge declaró al público que ambas bandas son diferentes y que si quieren escucharles "se equivocaron de concierto".

### Renovación (2004-presente)

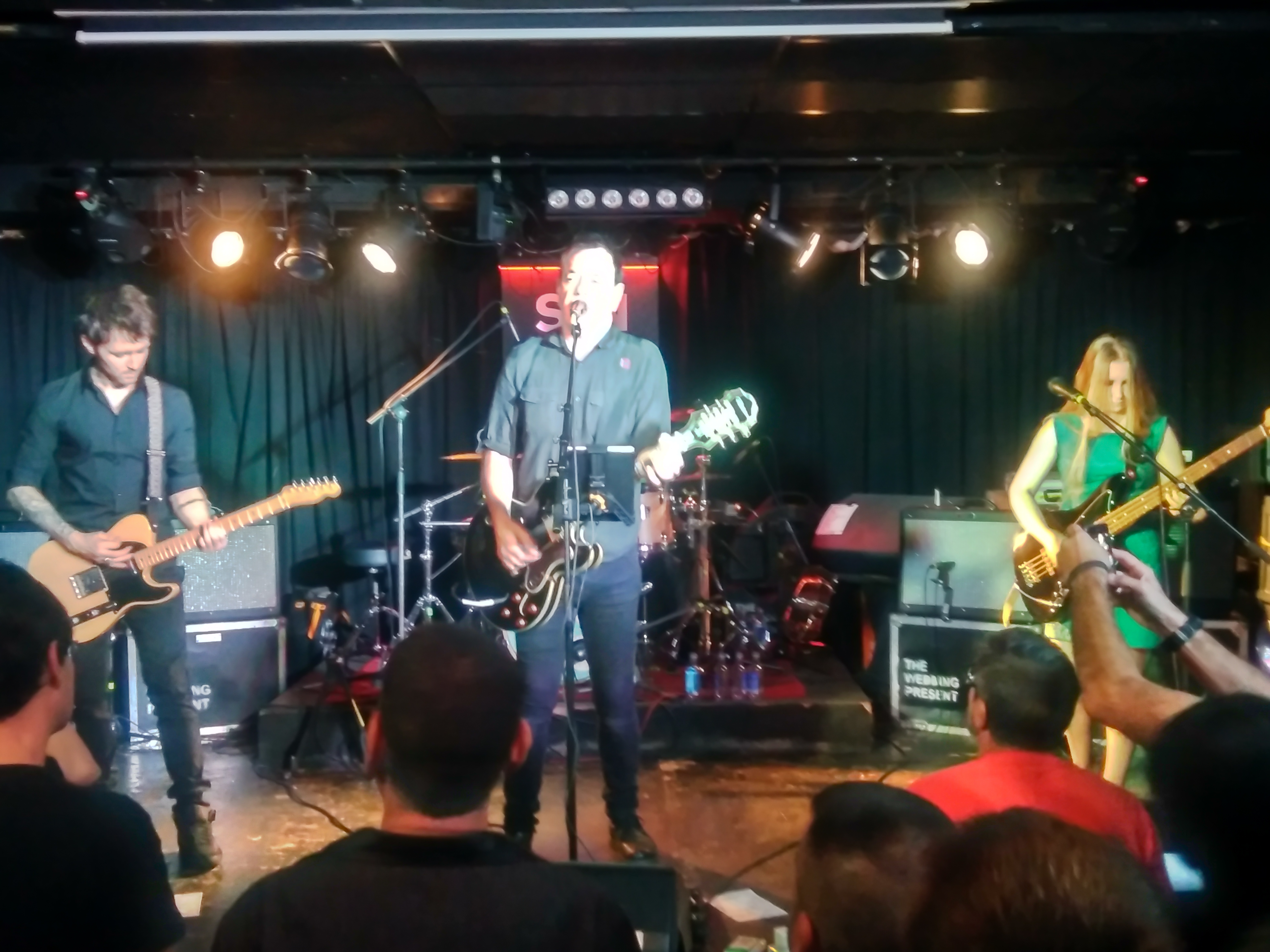
Actuación de The Wedding Prsent en Valencia, el 1 de noviembre de 2016.

En 2004 Cinerama y The Wedding Presents se unieron y el 15 de noviembre grabaron su primer sencillo: Interstate 5 para promocionar Take Fountain, puesto a la venta el 14 de febrero de 2005. El 11 de abril y el 24 de octubre del mismo año lanzaron las siguientes canciones: I'm From Further North Than You y Ringway To SeaTac. Todos los sencillos y versiones en acústico fueron incluidos en 2006 en el recopilatorio Search for paradise 2004-5 con contenidos extras.
En la primavera de 2005 organizaron una gira por Europa y América del Norte con John Maiden de batería. En las navidades de 2006 Simon Cleave fue sustituido por Chris McConville en la guitarra durante los conciertos de América.
Hasta 2009 estuvieron componiendo. Durante aquel periodo grabaron diecisiete singles junto a Steve Albini en enero del año anterior, algunas piezas fueron interpretadas en conciertos anteriores. El título de los sencillos eran los siguientes: I've Lost the Monke, Soup, Drink You Eat You, Model, Actress, Whatever..., The Thing I Like Most About Him Is His Girlfriend, Twenty Jackies, Swingers, Peek-a-boo, Hulk Loves Betty, Boo Boo, Palisades, Santa Ana Winds, Pinch Pull Twist Release, The Trouble With Men, Don't Take Me Home Until I'm Drunk y Spider-Man in Hollywood.
El 20 de mayo de 2008 publicaron El Rey en Estados Unidos y una semana después para el continente europeo. El álbum incluía una descarga digital del sencillo The Thing I Like Best About Him Is His Girlfriend además de otros contenidos extras junto a una versión de High de The Cure.
En marzo de 2009 iniciaron una gira por el Reino Unido y Japón, mientras McConville abandona el grupo y Cleave regresa, del mismo modo que Graeme Ramsay siendo reemplazado por Charles Layton a la batería. Aquel mismo año, dos singles de sus singles: I'm From Further North Than You y Ringway to SeaTac sonarían en la película independiente Skills Like This de Monty Miranda, el cual alabó la música del grupo.
En agosto de 2010 De Castro anunció que no participaría en la gira del vigesimosegundo aniversario del tour Bizarro y que su participación en el minifestival de "At the Gedge of the Sea" del día 28 en Brighton sería su última actuación. Tras su marcha fue sustituido por Pepe le Moko.
En marzo de 2012 publicaron Valentina con la ausencia del guitarrista Graeme Ramsay, el cual abandonó el grupo tras seis años siendo sustituido por Patrick Alexander. Durante aquel año iniciaron otra gira en la que además de promocionar su álbum reciente ofrecieron un concierto en directo con parte de su repertorio. En abril actuaron por primera vez en Australia.
El 25 de octubre produjeron un EP de 4 pistas en descarga digital: Journey Into Space, Pain Perdu, 1000 Fahrenheit y Can You Keep a Secret grabado durante la sesión de Valentina donde se incluía un making of de la producción.
A principios de 2013 iniciaron una gira mundial recalando por primera vez en Nueva Zelanda donde interpretaron sus grandes éxitos en conmemoración del vigesimoquinto aniversario del grupo.
En el verano de 2017 estuvieron de gira por España recalando en el Rockola SummerClub de La Azohía, Cartagena (España) al que asistieron personajes de la cultura como el poeta Juan de Dios García, el escritor Diego Sánchez Aguilar y el artista performativo Domingo Llor.